# Contrattualizzazione del pubblico impiego in Italia
La contrattualizzazione del pubblico impiego in Italia indica il processo che, nel Paese, portò ad una regolamentazione del rapporto di lavoro del personale alle dipendenze della pubblica amministrazione italiana (statali o di altri enti territoriali), da una disciplina di diritto pubblico ad una di natura privatistica.
Il percorso che ha portato al superamento della vecchia disciplina pubblicistica è iniziato nella prima metà degli anni novanta del XX secolo ed è proseguito sino al primo decennio degli anni 2000.

## Sinossi storica

### L'unità ed il Regno d'Italia
Dopo l'unità d'Italia, la legge 20 marzo 1865, n. 2248 operò una prima unificazione amministrativa per superare l'assetto degli Stati preunitari italiani, tuttavia il pubblico impiego italiano si prestò a gravi accuse di inefficienza: ancora ad inizio XX secolo Filippo Turati dichiarò in Parlamento che:
Poco dopo iniziarono ad essere adottate varie misure con intento migliorativo, nell'ambito della definizione di una nuova disciplina pubblicistica: essa venne raccolta sistematicamente con regio decreto 22 novembre 1908, n. 693 - emanato durante il Governo Giolitti III - che aveva definito lo stato giuridico degli impiegati civili dello Stato. Durante il ventennio fascista tale disciplina si era poi evoluta, assumendo definitivamente i caratteri di ordinamento speciale, con le riforme De' Stefani del 1923 e con l'attribuzione alla giurisdizione esclusiva del giudice amministrativo delle controversie di lavoro pubblico, operata dai RR.DD. 26 giugno 1924 n. 1054 e 26 giugno 1924, n. 1058.

### La nascita della Repubblica ed i principi generali
Con la nascita della Repubblica Italiana vengono stabiliti alcuni principi fondamentali, ad esempio L'art. 97 della Costituzione della Repubblica Italiana pone- in materia di organizzazione - dal principio della riserva di legge, alla base del potere normativo unilaterale, ed il principio di accesso tramite concorso agli impieghi presso le pubbliche amministrazioni:
Nell'ordinamento degli uffici sono determinate le sfere di competenza, le attribuzioni e le responsabilità proprie dei funzionari.
Agli impieghi nelle pubbliche amministrazioni si accede mediante concorso, salvo i casi stabiliti dalla legge.»
Quindi la competenza in materia di organizzazione dei pubblici uffici spetta alla fonte unilaterale (legge, regolamento, provvedimento amministrativo). La disciplina dello status dei dipendenti pubblici italiani, però, mantenne i caratteri del periodo pre-repubblicano: nel secondo dopoguerra italiano essa venne per lo più raccolta nel D.P.R. 10 gennaio 1957 n. 3 (Testo unico degli impiegati civili dello Stato) e dal relativo regolamento di attuazione di cui al D.P.R. 3 maggio 1957 n. 686.

### La legge quadro del pubblico impiego
Il processo di istituzionalizzazione è sfociato nella legge 29 marzo 1983, n. 93 (Legge quadro del pubblico impiego) che disciplina complessivamente i rapporti di lavoro pubblico sia negli aspetti collettivi che negli aspetti individuali. Si tratta di una cornice che conferma la specialità del pubblico impiego e definisce alcuni principi fondamentali ai quali tutta la normativa del pubblico impiego deve ispirarsi: omogeneizzazione, perequazione, trasparenza retributiva, efficienza, tutela dell'attività sindacale.
La legge quadro n. 93/1983 riconobbe ed insieme regolò gli aspetti principali sia della azione sindacale che della contrattazione, rielaborando la contrattazione nel diritto amministrativo (il contenuto degli accordi viene trasfuso in regolamenti del governo, emanati con decreti del Presidente della Repubblica) anticipando l'avvicinamento, per ora economico, tra settore pubblico e settore privato. La legge, inoltre, delineava un chiaro confine fra le materie oggetto di riserva di legge e quelle rimesse all'accordo collettivo: sono riservati alla legge (statale o regionale) gli organi, gli uffici, la titolarità e l'organizzazione degli stessi, la determinazione di qualifiche e profili, l'aggiornamento e le modificazioni dello stato giuridico, le garanzie per lo sciopero; sono invece rimessi alla contrattazione la retribuzione, i criteri per l'organizzazione e i carichi di lavoro l'orario, il lavoro straordinario, la mobilità e le garanzie per il personale; sono infine materie oggetto di determinazione congiunta i comparti, la perequazione e la trasparenza delle retribuzioni, la composizione delle delegazioni, i tempi della contrattazione ed i contenuti degli accordi; non è infine regolamentata (art. 23) l'applicazione di numerosi principi dello statuto dei lavoratori (e cioè quelli di cui agli articoli 20, 21, 23, 24, 25, 27, 29 e 30, dei quali la legge quadro rimette l'applicazione alla contrattazione collettiva).
Gli attori tra i quali, ai sensi della legge del 1983, si svolgeva la contrattazione erano, da un lato, la delegazione pubblica, a componente fissa integrata con una rappresentanza burocratica, e, dall'altro, la delegazione sindacale alla quale partecipavano una parte fissa composta dai rappresentanti delle confederazioni maggiormente rappresentative su base nazionale ed una parte variabile composta dai rappresentanti dei sindacati di categoria maggiormente rappresentativi per ogni comparto.
La legge quadro prevedeva anche la contrattazione di comparto e, con l'art. 5, stabilisce che i comparti in cui sono raggruppati i dipendenti pubblici siano da definire, sulla base di accordi con le confederazioni sindacali maggiormente rappresentative, con decreto del Presidente della Repubblica, a seguito di delibera del consiglio dei Ministri su proposta del Presidente del Consiglio.
Alla determinazione dei comparti si aggiungeva la previsione della necessità della stipulazione di un accordo intercompartimentale: ciò ai fini della omogeneizzazione delle posizioni giuridiche dei dipendenti delle pubbliche amministrazioni per le materie concordate fra le parti, quali, ad esempio, le aspettative, i congedi, le ferie ed i criteri per il trasferimento.
L'articolo 14 della legge quadro prevedeva, e al contempo limitava, la contrattazione decentrata, ammessa sia per singoli settori della pubblica amministrazione che per aree territoriali, ma sempre entro i limiti della contrattazione nazionale, tra i quali particolarmente cogente era il divieto di oneri di spesa aggiuntivi rispetto a quelli stabiliti dagli accordi nazionali di comparto.
Il limite più rilevante posto dalla legge quadro alla contrattazione collettiva risiedeva però nel fatto che, ai sensi dell'art. 6, gli accordi contrattuali non avevano alcuna efficacia propria, in quanto le norme dagli stessi previste debbono essere recepite ed emanate con decreto del Presidente della Repubblica, previa delibera del Consiglio dei ministri: il contratto collettivo diviene la fase negoziale di un procedimento che sfocia comunque in un atto normativo unilaterale, il regolamento del governo. Essendo tale atto unilaterale la fonte dell'efficacia della disciplina, in ordine alla natura giuridica del rapporto di lavoro, la contrattualizzazione non poteva definirsi una piena equiparazione del pubblico impiegato al dipendente privato.

### Gli anni 1990 e la "contrattualizzazione"
Negli anni 1990 il processo giunse a compimento con l'emanazione della legge delega 23 ottobre 1992, n. 421 quando ha immaginato, per la riforma del pubblico impiego, di ricondurre lo stesso “sotto la disciplina del diritto civile”, spostando il baricentro del sistema delle fonti dal potere unilaterale (legge) a quello bilaterale (contrattazione collettiva). A partire da quella legge, il legislatore avviò la privatizzazione del rapporto di lavoro, riformando sia il sistema delle fonti che regolano la disciplina dell'impiego nella pubblica amministrazione italiana che la natura giuridica del rapporto di lavoro dei dipendenti pubblici, la delega venne attuata col decreto legislativo 3 febbraio 1993, n. 29 - che istituì l'agenzia per la rappresentanza negoziale delle pubbliche amministrazioni - seguito dal d.lgs. 31 marzo 1998, n. 80 e da successivi provvedimenti legislativi.

## Le tappe principali

### Il biennio 1992/1993
L'art. 2 comma 1° della legge n. 421/1992 delegò al Governo il compito di:
a) prevedere, con uno o più decreti (…) che i rapporti di lavoro e di impiego dei dipendenti delle amministrazioni (…) siano ricondotti sotto la disciplina del diritto civile e siano regolati mediante contratti individuali e collettivi.»
Tra le novità più importanti introdotte dal d. lgs. 3 febbraio 1993, n. 29 vi furono l'introduzione di meccanismi per la valutazione dei risultati, lasciando ai dirigenti l'adozione di misure idonee a consentire la rilevazione e l'analisi dei costi e dei rendimenti dell'attività amministrativa, della gestione e delle decisioni organizzative. I direttori generali devono ora per la prima volta adottare le misure organizzative idonee alle valutazioni sui costi ed i rendimenti dell'azione, sulla gestione e sulle decisioni. Con altre disposizioni, immediatamente applicabili alle amministrazioni dello Stato, le amministrazioni sono obbligate a dotarsi di servizi di controllo interno, detti anche nuclei di valutazione, preposti a verificare l'imparzialità ed il buon andamento dell'azione amministrativa. L'innovativa legislazione, pertanto, senza ledere l'art. 39 Cost., si colloca nell'ambito della riserva di cui all'art. 97 Cost., che prevede che i pubblici uffici siano organizzati in base a norme di legge in modo che ne siano assicurati il buon andamento e l'imparzialità.
Oltre a ciò, il decreto legislativo n. 29/1993 si proponeva di accrescere l'efficienza delle amministrazioni e di razionalizzare il costo del lavoro pubblico: si parla per la prima volta di speditezza, economicità e trasparenza, operandosi con l'articolo 3 la fondamentale cesura tra potere politico e potere gestionale.

Il decreto ampliò inoltre le responsabilità dei dirigenti e introduce il principio fondamentale della separazione tra funzioni di indirizzo e funzioni di gestione, con norma che sarà poi rinforzata dall'importante art. 45 del d.lgs. n. 80/1998, che disponeva:
È quindi soprattutto sulla dirigenza che lo Stato conta, quale categoria dalla quale attingere nuovi vettori (i dirigenti, appunto) al servizio di una amministrazione riformata, volta ad una maggiore efficienza: a tali scopi si introduce il principio della responsabilità di risultato. Il rapporto di lavoro, secondo la nuova formulazione, è sorretto dai principi di responsabilità e collaborazione, flessibilità dell'orario di lavoro, limite trimestrale per l'affidamento di mansioni superiori, mobilità e pari opportunità. Dopo le novelle apportate al d.lgs. n. 29/1993 può dirsi che le pubbliche amministrazioni partecipano alla contrattazione collettiva in forza della medesima autonomia che viene esercitata dai datori di lavoro privati.
Le riforme del 1992 e del 1993 sono state oggetto di critiche, da parte di autorevoli commentatori, ed è stata sollevata la questione di legittimità costituzionale, per violazione dell'art. 39 Cost. Infatti, con sentenza della Corte costituzionale della Repubblica Italiana 16 ottobre 1997 n. 309, ha dichiarato infondate le questioni di legittimità: la Corte ha valutato, in particolare, la conformità a Costituzione del mutamento operato nella natura giuridica del rapporto dei dipendenti pubblici, ed ha inoltre rilevato che l'efficacia conferita ai contratti collettivi dalle citate disposizioni, non coincide con l'efficacia erga omnes di cui all'art. 39 Cost., collocandosi invece sul distinto piano delle conseguenze che derivano, per un verso, dal vincolo di conformazione imposto alle amministrazioni e, per l'altro, dal legame che avvince il contratto individuale al contratto collettivo.

### La riforma Bassanini e il biennio 1997/1998
Nel 1997 con le riforme del ministro Tiziano Treu (all'epoca Ministro del Lavoro del Governo Prodi I) e le successive riforme leggi Bassanini  che per vie diverse, ed in molti casi, per attuare disposizioni di natura comunitaria, modificarono profondamente l'intero settore. Altre disposizioni emanate, soprattutto nella seconda metà degli negli anni '90 furono, l'introduzione del dimensionamento degli organici sulla base della programmazione triennale dei fabbisogni, e sempre in merito alla valutazione del raggiungimento dei risultati, la legge 3 aprile 1997, n. 94 ha disposto inoltre che in allegato al bilancio dello Stato vi sia una nota che per ogni capitolo previsionale individui gli indicatori che permettano di valutare il raggiungimento dei risultati). In particolare, le modifiche al d.lgs 29/1993, ad opera dei decreti legislativi 4 novembre 1997 n. 396, 31 marzo 1998 n. 80 e 29 ottobre 1998 n. 387. In particolare, il decreto legislativo 31 marzo 1998, n. 80, che diede luogo alla cosiddetta seconda privatizzazione, venne emanato al fine di rendere più chiara la distinzione tra fonti pubblicistiche dell'organizzazione dei pubblici uffici e fonti privatistiche del rapporto di lavoro, innova le disposizioni del d.lgs. n. 29/1993.
Il decreto introdusse molte novità tra cui l'introduzione di forme di flessibilità lavorativa e la riconduzione della giurisdizione al giudice del lavoro dal 1º luglio 1998: infatti, ex art. 17 del d.lgs. 31 marzo 1998 n. 80, la giurisdizione torna al giudice ordinario; e dalla sottoscrizione dei contratti di comparto per il quadriennio 1998-2001 - i secondi dal 1993 - perdono efficacia le ultime leggi speciali sul pubblico impiego. Precisò anche con accuratezza le funzioni dei dirigenti (anche in relazione alle più chiare competenze degli organi di indirizzo politico), di istituire il ruolo unico della dirigenza (che sarà poi soppresso dalla legge 15 luglio 2002, n. 145), e, in relazione alla contrattazione collettiva, di stabilire che la violazione della stessa è motivo di ricorso in cassazione (viene inoltre regolato un procedimento che consente di giungere all'interpretazione delle clausole controverse in sede A.R.A.N., allo scopo di scongiurare il rischio di una disapplicazione pretorile, ad es. attraverso il ricorso ex art. 700 c.p.c., delle clausole del contratto collettivo, in maniera non omogenea sul territorio nazionale).

Il decreto valorizzava ulteriormente il ruolo della contrattazione anche di fronte a possibili “invasioni” legislative, disponendo, circa il rapporto fra il contratto e le leggi che ad esso eventualmente sopravvengano, che 
Il decreto legislativo n. 80/1998 ha inoltre ulteriormente innovato le relazioni e rinforzato le distinzioni fra dirigenza ed organi titolari delle funzioni di indirizzo politico, modificando il decreto legislativo n. 29/1993: all'art 3 3° comma, ha inserito l'inderogabilità delle competenze dirigenziali (salva la possibilità di deroga, ma solo ad opera di disposizioni di legge); all'art. 3 1° comma, ha individuato in modo tassativo e dettagliato gli atti di competenza degli organi titolari della funzione di indirizzo politico (atti che in precedenza, dopo il 1993, non risultavano essere sempre adottati, oppure risultavano essere troppo generici o troppo dettagliati, spesso anche per mancanza di posizioni di staff alle dipendenze degli organi politici: per lo Stato adesso l'art. 14, 2° comma prevede apposite strutture di staff proprio a questo scopo).
L'assegnazione a mansioni superiori fuori dai casi previsti dall'articolo 25 del d.lgs.. n. 80/1998 è nulla e priva di effetti sull'inquadramento, pur comportando la nascita del diritto alla differenza di trattamento economico (il cui onere ricadrà sul dirigente ritenuto responsabile dell'assegnazione, sempre che abbia operato con dolo o colpa grave). Anche l'istituto dello ius variandi viene opportunamente adattato (per escludere forme di promozione automatica) ammettendolo in ipotesi tassative e temporaneamente; per ogni amministrazione è inoltre prevista l'adozione di un codice di comportamento (risultante dall'adeguamento di quello generale alle peculiarità dell'ente, disposto dall'organo di vertice, sentite le oo.ss. e le associazioni di consumatori e utenti: i codici delle singole amministrazioni affiancano il codice generale valido per tutti i dipendenti pubblici. Inoltre venne introdotta la possibilità per le pubbliche amministrazioni di ricorrere a forme di lavoro flessibile aprendo la strada di fatto al precariato nella pubblica amministrazione italiana, lasciando però ai CCNL di comparto la disciplina dei contratti di lavoro a tempo determinato.
Oltre a superare il meccanismo della rilevazione dei carichi di lavoro, il decreto segnò il passaggio dalla pianta alla dotazione organica, concetto che, rispetto al primo, appare immediatamente come più elastico e flessibile; la norma cercò di innovare anche in merito alle assunzioni, in relazione alle quali cerca di introdurre una sorta di merit system, attraverso l'accertamento dell'attitudine professionale dei lavoratori, e l'accesso solo previo concorso per la dirigenza dello Stato, come stabilito ex d.lgs. 29 ottobre 1998, n. 387.

### Gli anni 2000

#### La riforma costituzionale e la legge costituzionale n. 3/2001
Sulle riforme che hanno riguardato l'impiego alle dipendenze delle P.A. si è innestata la riforma costituzionale di cui alla legge costituzionale 18 ottobre 2001 n. 3 ("Modifiche al titolo V della parte seconda della Costituzione"). Tale legge ha riformato, in particolare, l'art. 117 Cost, modificando il riparto della competenza legislativa in materia di lavoro fra Stato e regioni.
Nella sua formulazione originaria la Carta costituzionale non prevedeva competenze legislative regionali esclusive in materia di lavoro; alle regioni spettava, quale unica materia, almeno in parte lavoristica, attribuita alla potestà legislativa concorrente – e dunque nei limiti dei principi fondamentali stabiliti dalle leggi dello Stato – quella dell'orientamento e formazione professionale.
Alle regioni erano state poi delegate - con il d.lgs. 232, dicembre 1997, n. 469, emanato ai sensi della delega conferita dalla legge 15 maggio 1997 n. 59 ed in applicazione dell'art. 117 Cost. - potestà legislative in materia di politica del lavoro (collocamento e politiche attive del lavoro), da esercitarsi in attuazione delle norme dettate in materia dal legislatore nazionale.
La riforma costituzionale del 2001 ha profondamente rivisitato tale assetto di competenze, disponendo l'attribuzione alle Regioni in materia lavoristica della potestà legislativa concorrente relativa anche tutela e sicurezza del lavoro.
L'innovazione deve essere interpretata nel contesto delle materie attribuite alle regioni giacché – oltre alla tutela e sicurezza del lavoro - le riforme hanno attribuito alla competenza concorrente regionale la previdenza complementare e integrativa, nonché la materia delle professioni. L'interpretazione sistematica dell'ambito della materia tutela e sicurezza del lavoro non può prescindere dalla definizione degli ambiti riservati alla competenza esclusiva dello Stato, tra cui, in particolare, quelli dell'ordinamento civile, della previdenza sociale, della determinazione dei livelli essenziali delle prestazioni concernenti i diritti civili e sociali che devono essere garantiti su tutto il territorio nazionale, della tutela della concorrenza ed infine dell'individuazione delle funzioni fondamentali degli enti locali.
Il primo e più rilevante limite alla competenza regionale in materia lavoristica è certamente costituito dalla regolazione dei rapporti interprivati: sul punto conservano valore gli orientamenti espressi, ante riforma, dalla Corte costituzionale, nella parte in cui sostenevano che la salvaguardia dell'uguaglianza formale tra i cittadini nei rapporti interprivati può essere assicurata solo dalla regolazione esclusiva del diritto privato da parte dello Stato:
Passando al piano interpretativo letterale dell'ambito della materia in esame, la formula tutela e sicurezza del lavoro, pur richiamando l'art. 35 della Costituzione della Repubblica italiana, norma fondamentale per il diritto del lavoro, non è del tutto chiara: in particolare il termine sicurezza può essere inteso come igiene e sicurezza del lavoro, ma anche come protezione nella conservazione del posto di lavoro. Inoltre, la sicurezza, essendo oggetto di un'obbligazione contrattuale del datore di lavoro, ai sensi dell'art. 2087 del codice civile italiano dovrebbe essere ricompresa tra le materie riconducibili alla materia dell'ordinamento civile.
Il fatto che il termine sicurezza sia aggiunto a quello di tutela, sembra confermare che la tutela non esaurisce l'intero ambito materiale della competenza legislativa in materia di lavoro, per cui, anche da questo punto di vista, la competenza regionale non può che essere intesa come limitata dalla competenza legislativa esclusiva che spetta allo Stato - per quanto attiene alla disciplina dei rapporti e dei contratti di lavoro, in quanto ricompresi nell'ordinamento civile. L'oggetto della competenza concorrente della Regione deve allora essere ristretto alla disciplina, maggiormente connotata da profili pubblicistici, del mercato del lavoro: in tale ambito dovrebbero rientrare la regolazione del collocamento, dei servizi per l'impiego, della promozione dell'incontro tra domanda e offerta di lavoro e della mediazione tra domanda e offerta.
La legge regionale, in tale ambito, può sostenere le politiche attive del lavoro (andando oltre la mera tutela amministrativa), disciplinare l'organizzazione del mercato, i bonus alle assunzioni, i sostegni all'imprenditoria, i lavori socialmente utili, ed anche le regole del collocamento, da applicarsi nei rapporti interprivati – ma questo solo se si ammette che tale ultima regolazione abbia una finalità pubblicistica idonea a soddisfare quanto richiesto dall'Alta Corte per temperare il limite del diritto privato al potere legislativo regionale (che si tratti, cioè di finalità pubblicistiche connesse allo svolgimento delle competenze assegnate alla Regione).

#### Il d.lgs n. 165/2001
Il d.lgs. 30 marzo 2001, n. 165, (noto come "Testo unico sul pubblico impiego"), raccolse la disciplina del rapporto di lavoro distinguendo la competenza delle materie attribuite alla contrattazione e quelle assegnate alla legge. La distinzione di competenze concerne la macro organizzazione della PA - attribuita alla legge - e la micro organizzazione - in particolare la regolamentazione del personale e del rapporto, di lavoro - di competenza della contrattazione collettiva. In particolare (art. 2 co.2,3) la contrattazione nelle materie di competenza prevale sulla legge – a meno di esclusione espressa – privandole di ogni efficacia.
Il testo unico del 2001 ha provveduto a riformare la contrattazione collettiva. In particolare il titolo III “contrattazione collettiva e rappresentatività” regolamenta specificatamente la contrattazione collettiva, i contenuti ed i controlli della normativa pattizia, nonché i diritti e le prerogative sindacali nei luoghi di lavoro. Il testo unico ha inoltre regolamentato la materia della dirigenza prevedendo il legame fiduciario e temporaneo degli incarichi dirigenziali, materia specificamente riformata con la legge 15 luglio 2002, n. 145.
La norma del 2001 ha previsto espressamente - all'art. 51, co. 2 - che lo "Statuto dei Lavoratori" si applichi alle pubbliche amministrazioni a prescindere dal numero dei dipendenti. Pertanto il rapporto di lavoro alle dipendenze della PA dalla legge 165/2001 e dal codice civile italiano. La privatizzazione operata nel tempo ed a più riprese è stata dichiarata costituzionalmente legittima dalla Consulta:
- l'art. 97 Costituzione che non contiene una riserva assoluta di legge ed il legislatore ordinario ben può delegificare materie ed attribuirle alla normativa pattizia;
- l'organizzazione degli uffici della PA resta sotto la regolamentazione legislativa mentre la regolamentazione del rapporto di lavoro può essere regolamentato dalle norme del diritto privato e dalla contrattazione collettiva: il buon andamento della PA non necessariamente deve essere perseguito dalla sola legge.

#### Il d.lgs n. 297/2002
Il d.lgs. 19 dicembre 2002, n. 297 ha definito - non modificano le innovazioni introdotte dalla riforma costituzionale del 2001 - i confini della competenza legislativa statale, e dunque nell'ambito dell'esercizio di una materia considerata propria ed esclusiva, concludendo sostanzialmente il processo di riforma del sistema di collocamento, iniziato con il decreto legislativo 23 dicembre 1997 n. 469 ed il trasferimento di funzioni alle Regioni e alle Province.
Il 30 gennaio 2003 è entrata in vigore la normativa di cui al decreto legislativo n. 297 del 2002, volta ad agevolare l'incontro fra domanda e offerta di lavoro e a contrastare la disoccupazione giovanile e quella di lunga durata; uno degli effetti più visibili della riforma è la soppressione del libretto di lavoro, che esce di scena, insieme alle liste di collocamento, soppresse anch'esse dal decreto.
Con questo provvedimento si conclude il processo di riforma del sistema di collocamento in Italia, iniziato già con l'emanazione del d.lgs. n. 469/1997 e il conseguente trasferimento di funzioni alle Regioni e alle Province, seguito poi, a partire dal 1999, a varie disposizioni per migliorare l'incontro tra domanda e offerta di lavoro e combattere più efficacemente la disoccupazione: ricordiamo ad esempio, la legge 17 maggio 1999, n. 144, il d.lgs.. 21 aprile 2000, n. 181 ed il D.P.R. 7 luglio 2000, n. 442 (Regolamento recante norme per la semplificazione del procedimento per il collocamento ordinario dei lavoratori, ai sensi dell'articolo 20, comma 8, della legge 15 marzo 1997, n. 59) seguiti nel 2001 da ulteriori disposizioni di riforma del collocamento, ad opera della legge 23 dicembre 2000 n. 388 (legge finanziaria per l'anno 2001).
Le competenze in materia venivano ora ad essere della Provincia che le esercita attraverso i centri per l'impiego, che hanno sostituito i vecchi Uffici di Collocamento. Tuttavia un'ulteriore conferma del convincimento del legislatore nazionale avente ad oggetto la permanenza della materia del mercato del lavoro nell'ambito delle materie di legislazione esclusiva dello Stato si è avuta con la legge 14 febbraio 2003 n. 30, così però superando le nuove competenze attribuite alle regioni, in maniera probabilmente lesiva del combinato disposto degli articoli 76 e 117 della Costituzione

#### Il d.lgs n. 150/2009
Emanato in attuazione della legge delega 4 marzo 2009 n. 15, ha apportato novità piuttosto radicali, tra cui l'introduzione delle valutazioni dell'attività delle PP.AA e del personale impiegato presso le stesse - mediante l'introduzione di un meccanismo denominato ciclo di valutazione della performance - con rilevanza di tale valutazioni sulla erogazione della contrattazione decentrata e della carriera.
Ha inoltre previsto la riduzione dei comparti di contrattazione a non più di quattro, con altrettante aree riservate alla dirigenza, la rideterminazione della durata dei CCNL di comparto in non più di tre anni, sia per la parte normativa che economica, ed alcune disposizioni in tema di concorsi e concorsi interni. Sempre in attuazione della legge delega n. 15/2009, il decreto istituisce la Commissione indipendente per la valutazione, la trasparenza e l'integrità delle amministrazioni pubbliche con il compito di valutare la trasparenza e l'integrità delle amministrazioni pubbliche, definendone nel contempo la composizione e le competenze. In tema di personale, viene assegnato ai dirigenti l'obbligo di valutare il personale assegnato ai propri uffici, ai fini delle progressioni di carriera, Si prevede infine all'art. 48 che, al fine di consentire una maggiore mobilità intercompartimentale, con decreto del Presidente del Consiglio dei Ministri su proposta del Ministro per la pubblica amministrazione e l'innovazione, di concerto con il Ministro dell'economia e delle finanze, previo parere della conferenza unificata ex d.lgs 28 agosto 1997 n. 281, venga definita una tabella di equiparazione fra i livelli di inquadramento previsti dai contratti collettivi, relativi ai diversi comparti di contrattazione.

#### La riforma Madia del 2015
La legge 7 agosto 2015 n. 124 ha delegato il governo alla riforma della PA; tra i vari ambiti toccati dalla delega (carta per la cittadinanza digitale, riduzione delle camere di commercio, ridefinizione della conferenza dei servizi e del silenzio assenso, dirigenza pubblica entro un ruolo unico), vi è anche la definizione di una nuova disciplina del pubblico impiego, con ulteriori elementi di armonizzazione con il regime giuridico privatistico.
In particolare, le amministrazioni potranno definire obiettivi di contenimento delle assunzioni differenziati in base agli effettivi fabbisogni, fare ricorso a forme di lavoro flessibile accompagnata, operare una valutazione dei dipendenti pubblici con il riconoscimento del merito e di premialità. Il percorso attuativo della legge delega ha incontrato una parziale bocciatura del Consiglio di Stato in materia di riforma della dirigenza. La stessa legge delega è incorsa in una pronuncia di incostituzionalità da parte della Suprema Corte di cassazione, che con la sentenza 25 novembre 2016, n. 215, ha accertato la violazione degli artt. 3, 81, 97, 117, secondo, terzo e quarto comma, 118 e 119 della Costituzione, nonché del principio di leale collaborazione di cui agli artt. 5 e 120, di diverse disposizioni della stessa legge n. 124/2015 nella parte in cui per l'adozione dei decreti attuativi ritiene sufficiente l'acquisizione del mero parere della "Conferenza Unificata" in luogo dell'intesa in materie nelle quali non è possibile individuare competenze prevalenti. Ha fatto salvi, però, i decreti attuativi emanati ai sensi della legge delega adottati, dovendosi accertare caso per caso l'effettiva lesione delle competenze regionali.

## Caratteristiche generali
La modifica delle fonti di disciplina del rapporto non si esaurì nella privatizzazione, intesa come passaggio da una fonte unilaterale pubblicistica ad una fonte unilaterale privatistica quale il codice civile, ma consistette anche nel dare pieno riconoscimento alla contrattualizzazione: superando la necessità dell'atto normativo statale di recepimento dell'accordo, si ebbe l'attribuzione ad una disciplina bilaterale (il contratto collettivo nazionale di lavoro) del compito di disciplinare i più importanti istituti della materia. Il rapporto di lavoro dei dipendenti è regolato dal codice civile e dalle norme sui rapporti di lavoro subordinato nell'impresa, salvo disposizioni perticolari; in goni caso talune disposiizoni normative possono essere derogate da contratti o accordi nazionali, in tal caso le norme derogate non sono applicabili.
Con la privatizzazione del diritto del lavoro pubblico, è stato quindi anche introdotto un modello di contrattazione unitario valido per tutto l'impiego pubblico, essenzialmente coi vari CCNL di comparto, mantenendo tuttavia in vigore la disciplina speciale solo per alcune categorie particolari di pubblici dipendenti, come ad esempio gli appartenenti alla magistratura italiana, i professori universitari e alle forze armate italiane. Le amministrazioni pubbliche, nella materia del rapporto di lavoro, in cui applicano prevalentemente la disciplina del codice civile italiano, delle leggi sul lavoro e dei contratti collettivi, operano con i poteri del privato datore di lavoro. La pubblica amministrazione italiana è vincolata all'applicazione dei contratti collettivi stipulati dal suo rappresentante legale unico ARAN e adempiono agli obblighi assunti dalla data di sottoscrizione assicurandone l'osservanza.
I lavoratori sono invece vincolati dallo stesso contratto collettivo in virtù della clausola di rinvio al CCNL contenuta nel contratto individuale di lavoro, che ciascun lavoratore privatizzato deve sottoscrivere (per i lavoratori ancora in regime di diritto pubblico, invece, sussiste ancora l'atto unilaterale di nomina in ruolo). Mentre nel privato non ci sono vincoli legislativi, nella fase precedente la sottoscrizione dell'accordo, nel pubblico impiego invece è stata dettata una specifica disciplina legislativa inerente alla compilazione delle delegazioni rappresentative delle due parti, quanto al procedimento di conclusione dell'accordo.
Le pubbliche amministrazioni, nella contrattazione collettiva nazionale (ma non in quella integrativa, nazionale o decentrata) sono rappresentate dall'Agenzia per la rappresentanza negoziale delle pubbliche amministrazioni (ARAN), dotata di personalità giuridica e sottoposta alla vigilanza della Presidenza del Consiglio dei ministri. L'ARAN in tal senso ha nel pubblico la stessa funzione della Confindustria nel privato, ed il contratto di lavoro ha forza di legge pur nella sua atipicità. La rappresentatività sindacale è assicurata attraverso le rappresentanze sindacali unitarie (RSU). La soglia minima di rappresentatività sindacale per partecipare alla contrattazione è del 5% nell'ambito del comparto o area.

## Disposizioni di carattere pubblicistico
Secondo il D.P.R. 9 maggio 1994, n. 487 colui che, quale pubblico dipendente, abbia subito un licenziamento per "persistente insufficiente rendimento" perde il diritto di partecipare a concorsi nel pubblico impiego in qualsiasi pubblica amministrazione italiana.I dipendenti che inoltre abbiano subito provvedimenti disciplinari, anche lievi, non annullati da esperimento favorevole di impugnazione giurisdizionale, perde il diritto di utilizzare, nei concorsi pubblici, il servizio prestato nell'amministrazione in cui ha patito la sanzione disciplinare quale titolo di preferenza ricadente nella definizione di "servizio senza demerito" (per i bandi che così prevedano) o di "lodevole servizio".
In merito la giurisprudenza si è dimostrata talvolta contraddittoria: la deliberazione n. 15/2020 della Corte dei conti, Sezione regionale di controllo per l’Emilia-Romagna, per la quale, nel pubblico impiego (ancorché privatizzato), il recesso per mancato superamento del periodo di prova è assimilabile alla dispensa per persistente insufficiente rendimento, tuttavia un più recente orientamento della Corte di Cassazione tre anni più tardi affermato il contrario, nello specifico con la sentenza n. 22466 del 26/07/2023.
In ogni caso gli effetti riflessi degli atti sanzionatori (recesso per mancato superamento del periodo di prova, licenziamento per persistente insufficiente rendimento, sanzione disciplinare non annullata preclusiva del "servizio senza demerito") non possono essere superati nemmeno da accorti transattivi tra il pubblico dipendente e la amministrazione che li ha adottati, poiché in virtù delle norme del citato D.P.R. le amministrazioni sono obbligate a considerare quegli effetti riflessi come dei precedenti preclusivi, stante la presenza in materia di norme giuridiche imperative (sono appunto norme imperative sia le norme del D.P.R. 9 maggio 1994, n. 487 in materia di preclusioni all' accesso ai concorsi pubblici, sia le norme inderogabili contenute nel D.P.R. 10 gennaio 1957, n. 3 (Testo unico degli impiegati civili dello stato) in materia di effetti della dispensa con demerito e del licenziamento.